# COSCOCS-20.000-TEU-Typ
Der COSCOCS-20.000-TEU-Typ ist eine Baureihe von Containerschiffen der Reederei China COSCO Shipping Corporation. Sie zählen zur Gruppe der ULCS, den derzeit größten Containerschiffen der Welt. 

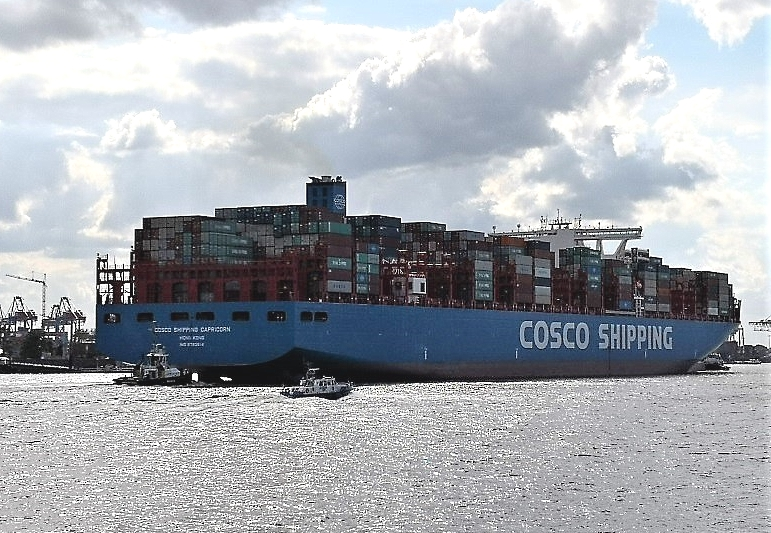
Die Cosco Shipping Capricorn beim Wendemanöver in Hamburg im August 2018 – Heckansicht

## Geschichte
Die ersten neun Schiffe wurden im Juni 2015 bei Shanghai Waigaoqiao Shipbuilding, Nantong Cosco KHI Ship Engineering und Dalian Shipbuilding bestellt. Es sind die ersten in China gebauten Containerschiffe dieser Größe. Alle Schiffe wurden bis 2019 abgeliefert. 

### Zwischenfälle
Am 29. März 2018 kollidierte die Cosco Shipping Leo auf der Probefahrt im Ostchinesischen Meer mit dem Frachtschiff Mercury Triumph (IMO-Nr. 9379272). Dies führte zu einer Verzögerung der Ablieferung um zwei Wochen.

## Daten
Die Schiffe können zwischen 19.200 und 21.200 TEU transportieren.

## Die Schiffe
| COSCOCS-20.000-TEU-Typ                          | COSCOCS-20.000-TEU-Typ                   | COSCOCS-20.000-TEU-Typ | COSCOCS-20.000-TEU-Typ                            | COSCOCS-20.000-TEU-Typ     |
| Bauname                                         | Bauwerft/ Baunummer                      | IMO- Nummer            | Kiellegung Stapellauf Ablieferung                 | Umbenennungen und Verbleib |
| ----------------------------------------------- | ---------------------------------------- | ---------------------- | ------------------------------------------------- | -------------------------- |
| Cosco Shipping Taurus                           | Shanghai Waigaoqiao Shipbuilding H1413   | 9783459                | 21. Dezember 2015 16. Juni 2017 29. Januar 2018   | so in Fahrt                |
| Cosco Shipping Virgo                            | Shanghai Waigaoqiao Shipbuilding H1414   | 9783461                | 21. Dezember 2015 20. Oktober 2017 29. Mai 2018   | so in Fahrt                |
| Cosco Shipping Sagittarius                      | Shanghai Waigaoqiao Shipbuilding H1415   | 9783473                | 21. Dezember 2015 8. März 2018 17. Oktober 2018   | so in Fahrt                |
| Cosco Shipping Universe                         | Shanghai Waigaoqiao Shipbuilding H1416   | 9795610                | 18. Dezember 2015 25. Dezember 2017 12. Juni 2018 | so in Fahrt                |
| Cosco Shipping Nebula                           | Shanghai Waigaoqiao Shipbuilding H1417   | 9795622                | 18. Dezember 2015 - 23. Oktober 2018              | so in Fahrt                |
| Cosco Shipping Galaxy                           | Shanghai Waigaoqiao Shipbuilding H1420   | 9795634                | 18. Dezember 2015 - 18. April 2019                | so in Fahrt                |
| Cosco Shipping Solar                            | Shanghai Waigaoqiao Shipbuilding H1427   | 9795646                | 18. Dezember 2015 15. Oktober 2018 25. April 2019 | so in Fahrt                |
| Cosco Shipping Star                             | Shanghai Waigaoqiao Shipbuilding H1428   | 9795658                | 18. Dezember 2015 29. Dezember 2018 27. Juni 2019 | so in Fahrt                |
| Cosco Shipping Planet                           | Shanghai Waigaoqiao Shipbuilding H1429   | 9795660                | 18. Dezember 2015 27. März 2019 6. September 2019 | so in Fahrt                |
| Cosco Shipping Scorpio                          | Dalian COSCO KHI Ship Engineering 040    | 9789635                | 14. Dezember 2015 - 20. August 2018               | so in Fahrt                |
| Cosco Shipping Pisces                           | Dalian COSCO KHI Ship Engineering 041    | 9789647                | 10. Dezember 2015 - 15. Januar 2019               | so in Fahrt                |
| COSCO Shipping Gemini                           | Dalian C20k-1                            | 9783526                | 25. Dezember 2015 18. Oktober 2017 10. April 2018 | so in Fahrt                |
| Cosco Shipping Libra                            | Dalian C20k-2                            | 9783538                | 25. Dezember 2015 6. Februar 2018 17. Juli 2018   | so in Fahrt                |
| COSCO Shipping Aries                            | Nantong Cosco KHI Ship Engineering NE231 | 9783497                | 7. Dezember 2015 - 16. Januar 2018                | so in Fahrt                |
| Cosco Shipping Leo                              | Nantong Cosco KHI Ship Engineering NE232 | 9783502                | 7. Dezember 2015 - 23. April 2018                 | so in Fahrt                |
| COSCO Shipping Capricorn                        | Nantong Cosco KHI Ship Engineering NE233 | 9783514                | 7. Dezember 2015 - 18. Juli 2018                  | so in Fahrt                |
| COSCO Shipping Aquarius                         | Nantong Cosco KHI Ship Engineering NE234 | 9789623                | 7. Dezember 2015 - 5. Juni 2019                   | so in Fahrt                |
| Daten: , Equasis, Klassifikationsgesellschaften |                                          |                        |                                                   |                            |